# Myśli i słowa
Myśli i słowa – dziewiąty album studyjny zespołu Bajm. Na rynek trafił 28 sierpnia 2003 roku wydany przez wytwórnię EMI Music Poland. Już w dniu premiery zyskał status platynowej płyty. Album spędził na liście OLiS 59 tygodni. Promowały go single: „Myśli i słowa”, „Wiosna w Paryżu”, „Być z Tobą”, „Ameryka” i „Noc po ciężkim dniu”.

## Lista utworów
1. „Bieg po cienkim lodzie” (muz. Piotr Bielecki, sł. Beata Kozidrak) – 3:50
2. „Myśli i słowa” (muz. Adam Drath, sł. Beata Kozidrak) – 3:32
3. „Noc po ciężkim dniu” (muz. Paweł Sot, sł. Beata Kozidrak) – 3:41
4. „Wiosna w Paryżu” (muz. Maria Dobrzańska, sł. Beata Kozidrak) – 3:50
5. „Wychodzę i wiem” (muz. Adam Drath, sł. Beata Kozidrak) – 3:47
6. „Tamten maj” (muz. Piotr Bielecki, sł. Beata Kozidrak) – 3:55
7. „Ameryka” (muz. Paweł Sot, sł. Beata Kozidrak) – 3:56
8. „Być z Tobą” (muz. Adam Drath, sł. Beata Kozidrak) – 4:45
9. „Plotka” (muz. Adam Drath, sł. Beata Kozidrak) – 3:46
10. „Wielkie plaże małe wyspy” (muz. Piotr Pruszkowski, sł. Beata Kozidrak) – 3:17
11. „Siła i lęk” (muz. Paweł Sot, sł. Beata Kozidrak) – 4:05
12. „Nie ma Ciebie” (muz. Beata Kozidrak, sł. Beata Kozidrak) – 4:08
13. „Jak dziecko” (muz. Maria Dobrzańska, sł. Beata Kozidrak) – 3:08
14. „Raz, dwa, trzy teraz Ty” (Adam Drath, sł. Beata Kozidrak) – 3:15

## Teledyski
Poświęconych piosenkom teledysków doczekały się trzy utwory z płyty. Są nimi:
- „Myśli i słowa”,
- „Wiosna w Paryżu”,
- „Być z Tobą”.